# Brackemich
Brackemich ist ein Ortsteil der Gemeinde Neunkirchen-Seelscheid im Rhein-Sieg-Kreis.

## Lage
Brackemich liegt im Bergischen Land an der Landesstraße zwischen Neunkirchen und Much. Nachbarorte sind Birkenfeld und Hülscheid im Süden, Balensiefen im Norden und Köbach im Osten.

## Geschichte
Das Dorf gehörte bis 1969 zur Gemeinde Neunkirchen.
1830 hatte Brackemich 50 Einwohner. 1845 hatte der Hof 74 katholische Einwohner in 16 Häusern. 1888 gab es 53 Bewohner in 15 Häusern.
1901 hatte der Weiler 58 Einwohner. Verzeichnet sind die Familien Ackerer Wilhelm Albus, Ackerer Wilhelm Brockhäuser, Ackerer Johann Hahn, Schneider Peter Josef Hahn, Ackerer Peter Horbach, Ackerer Johann Schlösser, Ackerer Wilhelm Schlösser, Ackerer Wilhelm Schmitz, Ackerer Heinrich Stommel und Spezereihändler Johann Peter Zimmermann.

## Link
- Dorfseite